# Nuova Sinistra (Polonia)
Nuova Sinistra (in polacco Nowa Lewica) è un partito politico polacco di centro-sinistra, fondato nel 2021. Dal 2023 fa parte del terzo governo di Donald Tusk.